# Толкачов Михайло Федорович
Михайло Федорович Толкачов (30 червня 1922 — 10 листопада 1998) — радянський офіцер-артилерист, Герой Радянського Союзу (1945).

## Біографія
Народився 30 червня 1922 року в селі Дубровка (нині Добруський район Гомельської області Білорусі) у селянській родині. Білорус. У 1941 році закінчив 2 курси Одеського технікуму харчової промисловості.
В Червоній Армії з 1941 року. У 1942 році закінчив Пензенське артилерійське училище.
У діючій армії під час німецько-радянської війни з 1942 року. Будучи командиром батареї 185-го окремого винищувально-протитанкового артилерійського дивізіону (171-а стрілецька дивізія, 3-я ударна армія 1-го Білоруського фронту) старший лейтенант М.Толкачов відзначився в боях на підступах до Берліна. 22 квітня 1945 року приховано висунувши батарею у тил противника відкрив вогонь по відступаючому по шосе ворогу, знищивши при цьому велику кількість його живої сили і техніки.
31 травня 1945 року старшому лейтенанту Толкачову Михайлу Федоровичу присвоєно звання Героя Радянського Союзу з врученням ордена Леніна і медалі «Золота Зірка» (№ 7413).
Після війни продовжував службу в Збройних Силах. У 1948 році закінчив Ленінградську вищу офіцерську школу артилерії.
З 1972 року полковник М.Ф.Толкачов у запасі. Жив у Полтаві. Помер 10 листопада 1998.